# Walter Fitz Herbert De La Mare
Walter Fitz Herbert De La Mare (n. 940) fue un noble normando de origen vikingo, segundo señor de Sainte-Opportune-la-Mare, hijo de Thorbard av Møre y Griselle de Normandía, hija de Hrolf Ganger. Casó con Arabella, hija de Yves de Bellême, señor de Bellême y marqués de Alençon, ahijado de la condesa de Ponthieu, y fruto de esa relación nació su heredero Guillaume Fitz Walter De la Mare.